# Hydroptila anisoforficata
Hydroptila anisoforficata är en nattsländeart som beskrevs av Parker och Voshell 1979. Hydroptila anisoforficata ingår i släktet Hydroptila och familjen smånattsländor. Inga underarter finns listade i Catalogue of Life.